# 張淑惠
張淑惠（1971年7月13日—），中華民國政治人物，教育與兒童人權工作者，小民參政歐巴桑聯盟執行委員、政黨顧問、創黨召集人，同時也是台灣親子共學教育促進會創會理事長。曾為人本教育基金會森林育部主任與教育中心主任、台灣守護民主平台秘書長。2019年，加入台灣公民陣線發起人團。

## 生平
張淑惠出生於中華民國彰化縣，畢業於國立臺灣大學財務金融系，後於人本教育基金會任職十七年，曾任森林育部及教育中心主任。2011年與配偶郭駿武帶著3歲的兒子小寶從新北市板橋區出發，歷時93天完成徒步環島，出發前將此行命名為「大腳小腳，走讀台灣！」，目的是讓親子透過步行共同學習與台灣各地相關的議題。2012年年底與郭駿武一同創立「台灣親子共學教育促進會」，擔任理事長，推行親子共學。

## 選舉紀錄
| 年度 | 選舉屆數             | 選舉區           | 所屬政黨           | 得票數 | 得票率 | 當選標記 | 備註 |
| ---- | -------------------- | ---------------- | ------------------ | ------ | ------ | -------- | ---- |
| 2018 | 第三屆新北市議員選舉 | 新北市第四選舉區 | 無黨籍             | 6,178  | 2.18%  |          |      |
| 2022 | 第四屆新北市議員選舉 | 新北市第五選舉區 | 小民參政歐巴桑聯盟 | 4,320  | 1.68%  |          |      |

## 政治參與

### 倡議親子車廂
2015年4月2日，張淑惠與數十位家長以及台灣親子共學教育促進會、台灣人權促進會等公民團體，在台北火車站一樓大廳召開記者會，呼籲臺灣鐵路管理局增設親子車廂、親子廁所、落實無障礙空間，打造友善兒童的交通環境。 

### 推動遊具遊戲場革新
2015年，台北市因當時市內76座磨石子溜滑梯均不符合中華民國國家標準而開始拆除，逐一更換為以聚乙烯或玻璃纖維強化塑膠材質俗稱「罐頭遊具」的設施所取代。2015年11月27日，張淑惠與數十位親子，在台北市政府前召開記者會，抗議公園遊具罐頭化，提議保留剩餘的磨石子溜滑梯，並反對更換塑膠彩色套裝遊具。

### 組成歐巴桑聯盟與參選議員
2017年12月28日，張淑惠與一群以媽媽為主的女性，在立法院群賢樓前召開記者會，表示將組成「歐巴桑聯盟」，推派候選人投入2018年中華民國直轄市議員及縣市議員選舉。 2018年8月，代表歐巴桑聯盟登記參選新北市第四選舉區（板橋區）市議員選舉。

### 小民參政歐巴桑聯盟正式成立政黨
2018年11月29日，張淑惠作為總召，於記者會宣佈將歐巴桑聯盟進行籌組並正式登記為政黨，2019年9月21日，首度召開政黨成立大會，2019年10月30日宣布正式成立小民参政歐巴桑聯盟，張淑惠並且擔任第一屆黨召集人。

### 加入台灣公民陣線發起人團
2019年3月18日，張淑惠與許多台灣各個領域的公民團體與社運人士一同舉辦台灣公民陣線成立記者會。

### 成立板橋友善育兒基地
2022年6月12日，與新北市板橋區的張淑惠與新北市新莊區何語蓉，新北市三蘆區陳宛毓，台北市中山大同區連紹傑等候選人，以及板橋在地的社運團體，成立板橋友善育兒基地，為在地家長提供親職支持服務。

## 著作
| 年份 | 書名                                                     | 作者                 | 出版社           | ISBN          |
| ---- | -------------------------------------------------------- | -------------------- | ---------------- | ------------- |
| 2012 | 《大腳小腳，走讀台灣：親子共學，93天徒步環島之旅全紀錄》 | 和郭駿武、郭小寶合著 | 台北：新自然主義 | 9789576967245 |

## 外部連結
- 張淑惠 Facebook（页面存档备份，存于）
- 歐巴桑聯盟官方網站（页面存档备份，存于）